# Raimund Schelcher
Pour les articles homonymes, voir Schelcher.
Raimund Schelcher (né le 27 mars 1910 à Dar es Salam, mort le 27 mars 1972 à Berlin-Est) est un acteur allemand.

## Biographie
Ce fils d'un ingénieur des chemins de fer et d'une violoniste naît en Afrique orientale allemande. La famille revient en Allemagne, à Cologne, lorsqu'il a 14 ans. Il découvre aussitôt le théâtre. De 1928 à 1930, il suit des cours à la Städtischen Schauspielschule Köln.
Il fait ses débuts en 1930 dans Cabale et Amour au Théâtre de Giessen (de). En 1933, il arrive au Neuen Theater de Francfort, l'année suivante au Deutsches Schauspielhaus à Hambourg. Il est engagé de 1935 à 1938 à Leipzig puis au Schillertheater à Berlin. Il a son premier rôle au cinéma en 1939.
Pour des raisons inconnues, il est arrêté peu de temps avant la Seconde Guerre mondiale, le 28 août 1939, par la Gestapo et affecté dans un bataillon. Il est blessé quatre fois avant d'être fait prisonnier par les Soviétiques. Après sa libération en 1949, il reprend son métier au théâtre de Brême. En 1950, il vient à Berlin-Est pour le Deutsches Theater et la Volksbühne. En 1953, il fait partie du Berliner Ensemble.
Par ailleurs, il joue dans de nombreux films produits par la DEFA. Il interprète les travailleurs à la conscience éclairée comme dans la biographie sur Ernst Thälmann ou le Volkskommissar dans Berlin – Ecke Schönhauser….
Dans ses dernières années, il joue plus rarement à cause de son alcoolisme. Raimund Schelcher s'est marié deux fois, avec Lore Hansen puis Annelies Wanckel.

## Filmographie
| - 1939 : Der letzte Appell de Max W. Kimmich - 1939: Cœur immortel - 1939: La Lutte héroïque - 1949: 0 Uhr 15, Zimmer 9 - 1951: Die Sonnenbrucks (de) - 1951: La Hache de Wandsbek (de) - 1951: Le Sujet de Sa Majesté - 1952: Geheimakten Solvay - 1954: Ernst Thälmann – Sohn seiner Klasse - 1954: Der Fall Dr. Wagner (de) - 1954: Leuchtfeuer (de) - 1954: Wer seine Frau lieb hat - 1955: Der Ochse von Kulm (de) - 1955: Ernst Thälmann – Führer seiner Klasse - 1955: Alles im Eimer - 1956: L'Alcade de Zalamea (de) - 1956: Schlösser und Katen (de) – Der krumme Anton - 1957: Schlösser und Katen – Annegrets Heimkehr - 1957: Lissy - 1957: Wo Du hingehst… - 1957: Nebenan - 1957: La police des mineurs intervient (Berlin – Ecke Schönhauser...) - 1957: Spur in die Nacht (de) - 1957: Gejagt bis zum Morgen | - 1957: Jahrgang 21 - 1958: Der Prozeß wird vertagt - 1958: Le Chant des matelots (Das Lied der Matrosen) - 1959: Erich Kubak - 1959: Das Leben beginnt - 1960: Schritt für Schritt - 1960: Cinq jours, cinq nuits - 1961: Der Arzt von Bothenow - 1961: Gewissen im Aufruhr (TV) - 1962: Die schwarze Galeere (de) - 1962: Die Entdeckungen des Julian Böll - 1962: Die Jagd nach dem Stiefel (de) - 1962: An französischen Kaminen - 1962: Die letzte Chance (TV) - 1966: Oben fährt der große Wagen (TV) - 1966: Geschichten jener Nacht - 1969: Die Damen aus Genua (TV) - 1970: Steinreich (Série TV Erlesenes) - 1970: Der Sonne Glut (TV) - 1971: Die Verschworenen (TV) - 1971: Trotz alledem! - 1971: Der Staatsanwalt hat das Wort (de): Zwei Promille (TV) |

## Source de la traduction
- (de) Cet article est partiellement ou en totalité issu de l’article de Wikipédia en allemand intitulé « Raimund Schelcher » (voir la liste des auteurs).